# Zurich (Kansas)
Zurich é uma cidade localizada no estado americano de Kansas, no Condado de Rooks.

## História
O nome da cidade se refer à Zurich na Suíça, donde chegavam os imigrantes na região.

## Demografia
Segundo o censo americano de 2000, a sua população era de 126 habitantes.
Em 2006, foi estimada uma população de 120, um decréscimo de 6 (-4.8%).

## Geografia
De acordo com o United States Census Bureau tem uma área de
0,4 km², dos quais 0,4 km² cobertos por terra e 0,0 km² cobertos por água.

## Localidades na vizinhança
O diagrama seguinte representa as localidades num raio de 28 km ao redor de Zurich.